# Campeonato Europeu de Futebol Sub-21 de 2023
O Campeonato Europeu de Futebol Sub-21 de 2023 (também conhecido como Euro Sub-21 de 2023) foi a 24ª edição do Campeonato Europeu de Futebol Sub-21, a bienal internacional de futebol juvenil campeonato organizado pela UEFA para as seleções masculinas sub-21 da Europa. Um total de 16 seleções estão jogando no torneio, e apenas jogadores nascidos a partir do dia 1 de janeiro de 2000 podem participar.

## Escolha da sede
Tanto a Romênia quanto a Geórgia se candidataram para o torneio separadamente. Os dois países foram nomeados co-anfitriões na reunião do Comitê Executivo da UEFA em 3 de dezembro de 2020.

## Seleções participantes
As seguintes equipes se classificaram para o torneio.
Nota: Todas as estatísticas de participações incluem apenas a era Sub-21 (desde 1978).
| Equipe        | Método de qualificação | Data de qualificação   | Participação                                 | Última    | Melhor colocação                        |
| ------------- | ---------------------- | ---------------------- | -------------------------------------------- | --------- | --------------------------------------- |
| Romênia       | Anfitriões             | 3 de dezembro de 2020  | 4ª vez                                       | 2021      | Semifinal (2019)                        |
| Geórgia       | Anfitriões             | 3 de dezembro de 2020  | 1ª vez                                       | Estreante | Estreante                               |
| Bélgica       | Grupo I                | 29 de março de 2022    | 4 vez                                        | 2019      | Semifinal (2007)                        |
| Espanha       | Grupo C                | 2 de maio de 2022      | 16ª vez                                      | 2021      | Campeão (1986, 1998, 2011, 2013 e 2019) |
| Alemanha      | Grupo B                | 3 de junho de 2022     | 14ª vez                                      | 2021      | Campeão (2009, 2017, 2021)              |
| Portugal      | Grupo D                | 6 de junho de 2022     | 10ª vez                                      | 2021      | Vice-campeão (1994, 2015, 2021)         |
| Inglaterra    | Grupo G                | 7 de junho de 2022     | 17ª vez                                      | 2021      | Campeão (1982, 1984)                    |
| Países Baixos | Grupo E                | 6 de junho de 2022     | 9ª vez                                       | 2021      | Campeão (2006, 2007)                    |
| França        | Grupo H                | 9 de junho de 2022     | 11ª vez                                      | 2021      | Campeão (1988)                          |
| Itália        | Grupo F                | 14 de junho de 2022    | 22ª vez                                      | 2021      | Campeão (1992, 1994, 1996, 2000, 2004)  |
| Noruega       | Grupo A                | 14 de junho de 2022    | 3ª vez                                       | 2013      | Semifinal (1998, 2013)                  |
| Suíça         | Grupo E Play-offs      | 14 de junho de 2022    | 5ª vez                                       | 2021      | Vice-campeão (2011)                     |
| Ucrânia       | Ganhador dos Play-offs | 27 de setembro de 2022 | 3ª vez                                       | 2011      | Vice-campeão (2006)                     |
| Tchéquia      | Ganhador dos Play-offs | 27 de setembro de 2022 | 9ª vez (15ª vez incluindo a (Checoslováquia) | 2021      | Campeão (2002)                          |
| Croácia       | Ganhador dos Play-offs | 27 de setembro de 2022 | 5ª vez                                       | 2021      | Quartas de final (2021)                 |
| Israel        | Ganhador dos Play-offs | 27 de setembro de 2022 | 3ª vez                                       | 2013      | Fase de grupos (2007, 2013)             |

## Estádios

### Geórgia
| Tbilisi                 | Estádios da Geórgia                                                                                      | Tbilisi                 |
| ----------------------- | --- | ----------------------- |
| Estádio Boris Paichadze | Tbilisi Batumi KutaisiLocalização dos estádios do Campeonato Europeu de Futebol Sub-21 de 2023 (Geórgia) | Estádio Mikheil Meskhi  |
| Capacidade: 54,202      | Tbilisi Batumi KutaisiLocalização dos estádios do Campeonato Europeu de Futebol Sub-21 de 2023 (Geórgia) | Capacidade: 27,223      |
|                         | Tbilisi Batumi KutaisiLocalização dos estádios do Campeonato Europeu de Futebol Sub-21 de 2023 (Geórgia) |                         |
| Batumi                  | Tbilisi Batumi KutaisiLocalização dos estádios do Campeonato Europeu de Futebol Sub-21 de 2023 (Geórgia) | Kutaisi                 |
| Adjarabet Arena         | Tbilisi Batumi KutaisiLocalização dos estádios do Campeonato Europeu de Futebol Sub-21 de 2023 (Geórgia) | Estádio Ramaz Shengelia |
| Capacidade: 20,000      | Tbilisi Batumi KutaisiLocalização dos estádios do Campeonato Europeu de Futebol Sub-21 de 2023 (Geórgia) | Capacidade: 14,700      |
|                         | Tbilisi Batumi KutaisiLocalização dos estádios do Campeonato Europeu de Futebol Sub-21 de 2023 (Geórgia) |                         |

### Romênia
| Bucareste          | Estádios da Romênia                                                                                     | Bucareste                          |
| ------------------ | --- | ---------------------------------- |
| Estádio Ghencea    | Bucareste Cluj-NapocaLocalização dos estádios do Campeonato Europeu de Futebol Sub-21 de 2023 (Romênia) | Estádio Rapid-Giulești             |
| Capacidade: 31,254 | Bucareste Cluj-NapocaLocalização dos estádios do Campeonato Europeu de Futebol Sub-21 de 2023 (Romênia) | Capacidade: 14,047                 |
|                    | Bucareste Cluj-NapocaLocalização dos estádios do Campeonato Europeu de Futebol Sub-21 de 2023 (Romênia) |                                    |
| Cluj-Napoca        | Bucareste Cluj-NapocaLocalização dos estádios do Campeonato Europeu de Futebol Sub-21 de 2023 (Romênia) | Cluj-Napoca                        |
| Cluj Arena         | Bucareste Cluj-NapocaLocalização dos estádios do Campeonato Europeu de Futebol Sub-21 de 2023 (Romênia) | Stadionul Dr. Constantin Rădulescu |
| Capacidade: 30,201 | Bucareste Cluj-NapocaLocalização dos estádios do Campeonato Europeu de Futebol Sub-21 de 2023 (Romênia) | Capacidade: 22,198                 |
|                    | Bucareste Cluj-NapocaLocalização dos estádios do Campeonato Europeu de Futebol Sub-21 de 2023 (Romênia) |                                    |

## Fase de grupos

### Grupo A
| Pos | Equipe        | Pts | J | V | E | D | GP | GC | SG | Classificado     |
| --- | ------------- | --- | - | - | - | - | -- | -- | -- | ---------------- |
| 1   | Geórgia (H)   | 5   | 3 | 1 | 2 | 0 | 5  | 3  | +2 | Quartas de final |
| 2   | Portugal      | 4   | 3 | 1 | 1 | 1 | 3  | 4  | −1 | Quartas de final |
| 3   | Países Baixos | 3   | 3 | 0 | 3 | 0 | 2  | 2  | 0  |                  |
| 4   | Bélgica       | 2   | 3 | 0 | 2 | 1 | 3  | 4  | −1 |                  |

### Grupo B
| Pos | Equipe      | Pts | J | V | E | D | GP | GC | SG | Classificado     |
| --- | ----------- | --- | - | - | - | - | -- | -- | -- | ---------------- |
| 1   | Espanha     | 7   | 3 | 2 | 1 | 0 | 6  | 2  | +4 | Quartas de final |
| 2   | Ucrânia     | 7   | 3 | 2 | 1 | 0 | 5  | 2  | +3 | Quartas de final |
| 3   | Croácia     | 1   | 3 | 0 | 1 | 2 | 0  | 3  | −3 |                  |
| 4   | Romênia (H) | 1   | 3 | 0 | 1 | 2 | 0  | 4  | −4 |                  |

### Grupo C
| Pos | Equipe     | Pts | J | V | E | D | GP | GC | SG | Classificado     |
| --- | ---------- | --- | - | - | - | - | -- | -- | -- | ---------------- |
| 1   | Inglaterra | 9   | 3 | 3 | 0 | 0 | 6  | 0  | +6 | Quartas de final |
| 2   | Israel     | 4   | 3 | 1 | 1 | 1 | 2  | 3  | −1 | Quartas de final |
| 3   | Tchéquia   | 3   | 3 | 1 | 0 | 2 | 2  | 4  | −2 |                  |
| 4   | Alemanha   | 1   | 3 | 0 | 1 | 2 | 2  | 5  | −3 |                  |

### Grupo D
| Pos | Equipe  | Pts | J | V | E | D | GP | GC | SG | Classificado     |
| --- | ------- | --- | - | - | - | - | -- | -- | -- | ---------------- |
| 1   | França  | 9   | 3 | 3 | 0 | 0 | 7  | 2  | +5 | Quartas de final |
| 2   | Suíça   | 3   | 3 | 1 | 0 | 2 | 5  | 8  | −3 | Quartas de final |
| 3   | Itália  | 3   | 3 | 1 | 0 | 2 | 4  | 5  | −1 |                  |
| 4   | Noruega | 3   | 3 | 1 | 0 | 2 | 2  | 3  | −1 |                  |

1. 1 2 3  Empatado em pontos de confronto direto (3) e saldo de gols de confronto direto (0). Gols marcados no confronto direto: Suíça 4, Itália 3, Noruega 2.

## Fase final

### Esquema
|  | Quartas de final                     | Quartas de final             |                              |   | Semifinal | Semifinal |  |  | Final | Final |
|  |                                      |                              |                              |   |           |           |  |  |       |       |
|  | 1 de julho – Estádio Boris Paichadze |                              |                              |   |           |           |  |  |       |       |
|  |                                      |                              |                              |   |           |           |  |  |       |       |
|  | Geórgia                              | 0 (3)                        |                              |   |           |           |  |  |       |       |
|  | Geórgia                              | 0 (3)                        | 5 de julho – Adjarabet Arena |   |           |           |  |  |       |       |
|  | Israel                               | 0 (4)                        |                              |   |           |           |  |  |       |       |
|  | Israel                               | 0 (4)                        | Israel                       | 0 |           |           |  |  |       |       |
|  | 2 de julho – Estádio Ramaz Shengelia |                              | Israel                       | 0 |           |           |  |  |       |       |
|  |                                      | Inglaterra                   | 3                            |   |           |           |  |  |       |       |
|  | Inglaterra                           | Inglaterra                   | 3                            | 1 |           |           |  |  |       |       |
|  | Inglaterra                           |                              | 8 de julho – Adjarabet Arena | 1 |           |           |  |  |       |       |
|  | Portugal                             | 0                            |                              |   |           |           |  |  |       |       |
|  | Portugal                             | 0                            | Inglaterra                   | 1 |           |           |  |  |       |       |
|  | 1 de julho – Estádio Rapid-Giulești  |                              | Inglaterra                   | 1 |           |           |  |  |       |       |
|  |                                      | Espanha                      | 0                            |   |           |           |  |  |       |       |
|  | Espanha                              | Espanha                      | 0                            | 2 |           |           |  |  |       |       |
|  | Espanha                              | 5 de julho – Estádio Ghencea |                              | 2 |           |           |  |  |       |       |
|  | Suíça                                | 1                            |                              |   |           |           |  |  |       |       |
|  | Suíça                                | 1                            | Espanha                      | 5 |           |           |  |  |       |       |
|  | 2 de julho – Cluj Arena              |                              | Espanha                      | 5 |           |           |  |  |       |       |
|  |                                      | Ucrânia                      | 1                            |   |           |           |  |  |       |       |
|  | França                               | Ucrânia                      | 1                            | 1 |           |           |  |  |       |       |
|  | França                               |                              |                              | 1 |           |           |  |  |       |       |
|  | Ucrânia                              | 3                            |                              |   |           |           |  |  |       |       |
|  | Ucrânia                              | 3                            |                              |   |           |           |  |  |       |       |

### Partidas

#### Quartas de final
| 1 de julho de 2023 | Geórgia | 0 – 0 (pro) | Israel | Estádio Boris Paichadze, Tbilisi         |
| 20:00 (UTC+4)      |         | Relatório   |        | Público: 44 338 Árbitro: NOR Espen Eskas |

|                                                                                          |       | Penalidades                                         |  |
| Irakli Azarovi Zuriko Davitashvili Giorgi Gagua Giorgi Moistsrapishvili Saba Khvadagiani | 3 – 4 | Gil Cohen Omri Gendelman Anan Khalaili Oscar Gloukh |  |

| 1 de julho de 2023 | Espanha                  | 2 – 1 (pro) | Suíça         | Estádio Rapid-Giulești, Bucareste           |
| 22:00 (UTC+2)      | Gómez 69' · Miranda 103' | Relatório   | Amdouni 90+1' | Público: 3 861 Árbitro: BEL Eric Lambrechts |

| 2 de junho de 2023 | Inglaterra | 1 – 0     | Portugal | Estádio Ramaz Shengelia, Kutaisi           |
| 20:00 (UTC+4)      | Gordon 34' | Relatório |          | Público: 6 920 Árbitro: SLO Rade Obrenovic |

| 2 de junho de 2023 | França     | 1 – 3     | Ucrânia                                | Cluj Arena, Cluj-Napoca                   |
| 22:00 (UTC+2)      | Cherki 19' | Relatório | Sudakov 32' (pen) 44' · Bondarenko 86' | Público: 6 281 Árbitro: POR João Pinheiro |

#### Semifinal
| 5 de junho de 2023 | Israel | 0 – 3     | Inglaterra                                | Adjarabet Arena, Batumi                   |
| 20:00 (UTC+4)      |        | Relatório | Gibbs-White 42' · Palmer 63' · Archer 90' | Público: 11 801 Árbitro: DEN Morten Krogh |

| 5 de junho de 2023 | Espanha                                                   | 5 – 1     | Ucrânia        | Estádio Ghencea, Bucareste                  |
| 22:00 (UTC+2)      | Ruiz 17' · Sancet 24' · Blanco 54' · Oroz 68' · Gómez 78' | Relatório | Bondarenko 13' | Público: 9 230 Árbitro: BEL Eric Lambrechts |

#### Final
| 8 de junho de 2023 | Inglaterra  | 1 – 0     | Espanha | Adjarabet Arena, Batumi                  |
| 20:00 (UTC+4)      | Jones 45+4' | Relatório |         | Público: 18 498 Árbitro: NOR Espen Eskas |

## Estatísticas

### Artilharia
| Pos. | Jogador          | Equipe     | Gols |
| ---- | ---------------- | ---------- | ---- |
| 1    | Abel Ruiz        | Espanha    | 3    |
| 1    | Heorhiy Sudakov  | Ucrânia    | 3    |
| 1    | Sergio Gómez     | Espanha    | 3    |
| 4    | Anthony Gordon   | Inglaterra | 2    |
| 4    | Bradley Barcola  | França     | 2    |
| 4    | Cameron Archer   | Inglaterra | 2    |
| 4    | Dan Ndoye        | Suíça      | 2    |
| 4    | Emile Smith Rowe | Inglaterra | 2    |
| 4    | Juan Miranda     | Espanha    | 2    |
| 4    | Kastriot Imeri   | Suíça      | 2    |
| 4    | Rayan Cherki     | França     | 2    |
| 4    | Zeki Amdouni     | Suíça      | 2    |

### Assistências
| Pos. | Jogador             | Equipe     | Asst. |
| ---- | ------------------- | ---------- | ----- |
| 1    | Cole Palmer         | Inglaterra | 3     |
| 1    | Morgan Gibbs-White  | Inglaterra | 3     |
| 3    | Abel Ruiz           | Espanha    | 2     |
| 3    | Bradley Barcola     | França     | 2     |
| 3    | Fabian Rieder       | Suíça      | 2     |
| 3    | Giorgi Tsitaishvili | Geórgia    | 2     |
| 3    | Oleksandr Nazarenko | Ucrânia    | 2     |
| 3    | Oscar Gloukh        | Israel     | 2     |
| 3    | Sandro Tonali       | Itália     | 2     |
| 3    | Sergio Gómez        | Espanha    | 2     |
| 3    | Victor Gómez        | Espanha    | 2     |

## Seleções qualificadas para as Olimpíadas de 2024
As quatro seleções seguintes da UEFA se classificaram para o Olimpíadas de Verão de 2024, incluindo a França, que se classificou como anfitriã.
| Seleção | Qualificado em         | participações anteriores em Olimpíadas de Verão1                                  |
| ------- | ---------------------- | --------------------------------------------------------------------------------- |
| França  | 13 de setembro de 2017 | 13 (1900, 1908, 1920, 1924, 1928, 1948, 1952, 1960, 1968, 1976, 1984, 1996, 2020) |
| Israel  | 2 de julho de 2023     | 2 (1968, 1976)                                                                    |
| Espanha | 2 de julho de 2023     | 11 (1920, 1924, 1928, 1968, 1976, 1980, 1992, 1996, 2000, 2012, 2020)             |
| Ucrânia | 2 de julho de 2023     | 0 (estreante)                                                                     |

1 negrito indica os campeões daquele ano. Itálico indica os anfitriões daquele ano.